# James McHenry
James McHenry (16 de Novembro de 1753 – 3 de Maio de 1816) foi um cirurgião militar americano escocês-irlandês, estadista e um dos Pais Fundadores dos Estados Unidos. McHenry foi um signatário da Constituição dos Estados Unidos de Maryland, iniciou a recomendação para o Congresso formar a Marinha e foi o epônimo de Fort McHenry. Representou Maryland no Congresso Continental. Foi um delegado à Convenção do Estado de Maryland de 1788, para votar se Maryland deveria ratificar a proposta Constituição dos Estados Unidos. Exerceu como Secretário da Guerra dos Estados Unidos de 1796 até 1800, intercalando entre os governos de George Washington e John Adams.

## Primeiros anos e formação
McHenry nasceu em uma família Presbiteriana Escocesa-Irlandesa/Escocesa de Ulster em Ballymena, Condado de Antrim, Irlanda em 1753. Alarmados por estar ficando doente por causa dos estudos excessivos, sua família em 1771 o mandou para a América do Norte para se recuperar. Uma bolsa de estudos recente sugere que a família também pode tê-lo enviado para as colônias como um "observador avançado" para ver se toda a família gostaria de se mudar, o que fizeram um ano depois.
Ao chegar, McHenry morou com um amigo da família na Filadélfia antes de terminar sua preparação na Newark Academy em Delaware. Depois disso, voltou para a Filadélfia, onde se tornou aprendiz de Benjamin Rush e se tornou médico.

## Carreira médica
McHenry serviu como um cirurgião habilidoso e dedicado durante a Guerra da Revolução Americana. No dia 10 de agosto de 1776, foi nomeado cirurgião do Quinto Batalhão da Pensilvânia, com base em Fort Washington. Foi feito prisioneiro no mês de novembro seguinte, quando o forte foi tomado por Sir William Howe. Enquanto estava sob custódia britânica, observou que os prisioneiros recebiam atendimento médico muito precário e iniciou relatórios nesse sentido, sem sucesso.
Saiu da condicional em janeiro de 1777 e depois libertado em março de 1778. Tendo impressionado George Washington o suficiente, foi nomeado assessor como secretário do comandante-chefe em Maio de 1779. McHenry esteve presente na Batalha de Monmouth. Em agosto de 1780, foi transferido para a equipe de Lafayette, onde permaneceu até se aposentar do exército no outono de 1781.
Embora elegível, McHenry não se juntou à Sociedade de Cincinnati como membro original quando esta foi criada em 1783. Seu filho John foi admitido como membro no estado de Maryland em 1816, representando seu pai.

## Carreira política

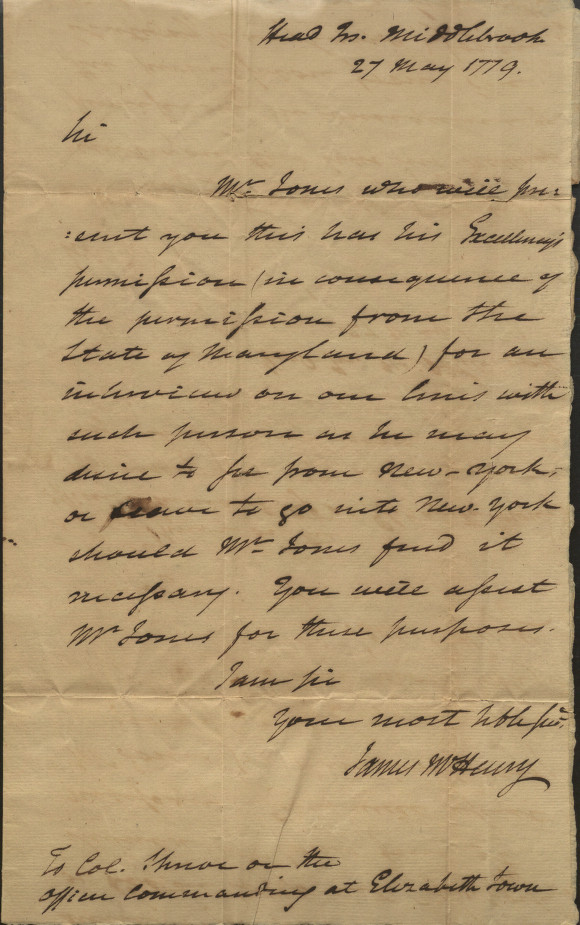
Uma carta de James McHenry a Israel Shreve, 1779

Foi eleito pela assembleia para o Senado de Maryland no dia 17 de Setembro de 1781 e como delegado para o Congresso no dia 2 de Dezembro de 1784. Em 1787, foi um delegado de Maryland e Secretário da Convenção Constitucional, que redigiu a Constituição dos Estados Unidos. Após uma campanha polêmica, foi eleito para a Câmara dos Delegados de Maryland no dia 10 de Outubro de 1788. Dois anos depois, se aposentou da vida pública e passou um ano ativamente engajado em negócios mercantis. No dia 15 de Novembro de 1791, aceitou um segundo mandato no Senado de Maryland e exerceu por cinco anos.
Durante o segundo mandato de Washington como presidente (1793-1797), eventos políticos criaram uma série de vagas em seu gabinete. Depois que vários outros candidatos recusaram o cargo, Washington nomeou McHenry Secretário da Guerra em 1796 e imediatamente atribuiu-lhe a tarefa de facilitar a transição dos postos militares ocidentais do controle da Grã-Bretanha para o dos Estados Unidos sob os termos do Tratado de Jay.
McHenry aconselhou o comitê do Senado contra a redução das forças militares. Foi fundamental na reorganização do Exército dos Estados Unidos em quatro regimentos de infantaria, uma tropa de dragões e uma bateria de artilharia. É creditado com o estabelecimento do Departamento da Marinha dos Estados Unidos, com base em sua recomendação de que o "Departamento de Guerra deveria ser auxiliado por um comissário da marinha" no dia 8 de Março de 1798.
Durante o governo do Presidente John Adams (1797-1801), McHenry continuou como Secretário da Guerra, pois Adams decidiu manter intacta a instituição recém-criada do gabinete presidencial. Adams descobriu gradualmente que três membros do gabinete se opuseram várias vezes contra ele: McHenry, o Secretário de Estado Timothy Pickering e o Secretário do Tesouro Oliver Wolcott Jr.. Pareciam ouvir mais Alexander Hamilton do que o Presidente e discordavam publicamente de Adams sobre sua política externa, em particular no que dizia respeito à França. Em vez de renunciarem, permaneceram no cargo para trabalhar contra sua política oficial. Não se sabe se Adams sabia que estavam sendo desleais. Embora muitos gostassem de McHenry pessoalmente, foi dito que Washington, Hamilton e Wolcott reclamaram de sua incompetência como administrador.
McHenry atribuiu os problemas de Adams como presidente às longas e frequentes ausências na capital, deixando os negócios nas mãos de secretários, que assumiam a responsabilidade sem o poder de conduzi-los adequadamente. Depois de uma reunião turbulenta com seu gabinete em Maio de 1800, Adams solicitou a renúncia de McHenry, que apresentou no dia 13 de Maio. Para substituir McHenry, Adams primeiro considerou John Marshall, mas quando a saída de Pickering deixou uma vaga no cargo de Secretário de Estado, Adams nomeou Marshall. Para suceder McHenry, Adams nomeou Samuel Dexter. Quando Pickering se recusou a renunciar, Adams o demitiu. Durante a eleição de 1800, McHenry incitou Hamilton a liberar sua acusação contra o Presidente, que questionava a lealdade e o patriotismo de Adams, gerando desavenças públicas sobre os principais candidatos e, eventualmente, abrindo o caminho para que Thomas Jefferson fosse eleito o próximo Presidente. O panfleto vazou para o público-alvo, dando ao povo motivos para se opor aos Federalistas, visto que aquele grupo parecia estar se dividindo em revoltadas facções.

## Últimos anos
Em 1792, McHenry comprou um terreno de 95 acres em Ridgely's Delight e o nomeou Fayetteville em homenagem a seu amigo, o Marquês de Lafayette; passou seus últimos anos lá. Durante esse tempo, McHenry manteve correspondência frequente com seus amigos e associados, em particular com Timothy Pickering e Benjamin Tallmadge, com quem manteve os ideais Federalistas e partilhou o progresso da Guerra de 1812.
Um ataque de paralisia em 1814 deixou-o com fortes dores e perda total do uso das pernas. Morreu dois anos depois. Após a morte de seu amado marido, a Sra. McHenry escreveu:
Aqui chegamos ao fim da vida de um cavalheiro cristão cortês, nobre e de espírito aguçado. Não era um grande homem, mas participou de grandes eventos e grandes homens o amavam, enquanto todos os homens apreciavam sua bondade e pureza de alma. Seus maiores títulos para a lembrança são que foi fiel a todos os deveres e que era o amigo íntimo e confiável de Lafayette, de Hamilton e de Washington.

## Legado e homenagens
- Eleito membro da American Philosophical Society em Janeiro de 1786.[4]
- Eleito presidente da Sociedade bíblica de Baltimore em 1813[4] (mais tarde conhecida como Sociedade Bíblica de Maryland).
- Eleito membro da American Antiquarian Society em Julho de 1815.[10]
- McHenry está imortalizado no Independence Hall e no National Constitution Center, na Filadélfia.
- Fort McHenry em Baltimore, Maryland, foi nomeado em sua homenagem. Uma batalha lá durante a Guerra de 1812 inspirou Francis Scott Key a escrever o que se tornou o hino nacional, "The Star-Spangled Banner".
- Henry Street em Madison, Wisconsin, é em sua homenagem.[11]
- McHenry, Maryland no Condado de Garrett, foi nomeado em sua homenagem.[12]